# Oltar Monforte
Oltar Monforte (ok. 1470) je slika v olju na hrastovi tabli s Poklonom Treh kraljev flamskega slikarja Huga van der Goesa, ki je zdaj v Gemäldegalerie, Berlin, Nemčija. Oltarni nastavek je bil prvotno osrednja tabla triptiha s premičnimi krili, ki so zdaj izgubljena; ta so bila verjetno naslikana na obeh straneh. To kažejo tečaji, ki so ostali na originalnem okvirju. Stare kopije dela prikazujejo Jezusovo rojstvo in Obrezovanje na krilnih tablah. Osrednja tabla je na vrhu odrezana.

## Zgodovina
Delo je dobilo ime po samostanu "Colegio de Nuestra Señora de la Antigua" španskih jezuitov v Monforte de Lemos na severu Španije, kamor naj bi (od datumov kopij, narejenih v Flandriji) prispelo v začetku 16. stoletja; pred tem njegova zgodovina ni znana. Datacija okoli leta 1470, zgodaj v van der Goesovi kratki aktivni karieri temelji na slogovnih premislekih pa tudi na dendrokronološki analizi.
Leta 1910 so sliko ponudili na londonskem umetniškem trgu (čeprav še vedno v Španiji) , leta 1914 pa sta ga pridobila Wilhelm von Bode in Max Jakob Friedländer iz Gemäldegalerie, potem ko je Friedländer odšel v Španijo, da bi si ga ogledal in se je španska vlada končno strinjala z izvozom. Nakup je povzročil spor med Friedländerjem, čigar pripisovanje takrat slabo razumljenemu van der Goesu je temeljilo na podobnostih z njegovim Portinarijevim oltarjem v Firencah in vodilnim umetnostnim zgodovinarjem Heinrichom Wölfflinom. Wölfflinov formalistični pristop mu je dal misliti, da je slika prepozna, da bi jo naslikal van der Goes in je iz 16. stoletja. Zdaj je splošno sprejeto, da je avtor dela van der Goes, čeprav je njegov slog resnično napredoval do tega datuma.
Med ostalimi deli, na katere je slika jasno vplivala, je Poklon Treh kraljev Jana Gossaerta (1510–15) v londonski Narodni galeriji, ki uporablja nekatere figure in široke elemente kompozicije.

## Opis
Tabla prikazuje Marijo z otrokom na kolenih, ki je predmet poklona treh kraljev. Eden od njih z živo rdečim plaščem kleči pred njo; njegova krona s krznenimi robovi leži na tleh poleg njega, skupaj s posodo, polno zlatih kovancev. Jožef za Marijo morda z začudenim izrazom kaže nanje.
Za prvim kraljem je še en, prav tako klečeč in postaran, ter mlajši, ki stoji, in je temne polti. Prvi, ki ima roko na prsih, medtem ko kaže darilo, nosi krono nad rdečo žametno baretko in ima s krznom podloženo kapuco, ki delno skriva držaj meča. Njegova oblačila dopolnjuje sedelna torba, okrašena z dvema biseroma in dvema marjeticama. Zadnji kralj že drži svoj dar; je razkošno oblečen, vključno z ostrogami, spremljajo pa ga trije hlapci.
V ozadju je več pastirjev, med njimi tudi bradati s krznenim klobukom, okrašenim s perjem, ki bi lahko bil umetnikov avtoportret. Vsi pogledi so usmerjeni k otroku Jezusu, ki namesto njih gleda proti gledalcu.
Kot je običajno v staronizozemski umetnosti, so tla v spodnjem delu pobarvana v širokokotni perspektivi. Simbolični detajli, raztreseni na sliki, so cvet irisa na levi in majhno tihožitje s skledo, loncem, leseno žlico in kosom kruha v stenski niši. Na levi je pokrajina s procesijo kraljev z več zgradbami in jezerom, kjer počivajo konjušniki in konji. Drugi del pokrajine je v srednjem delu, dva pastirja na nekaj kažeta in ostarela ženska in otrok: slednji lik je lahko sklic na sv. Elizabeto in mladega sv. Janeza Krstnika, ki obišče Jezusa.
V zgornjem delu sta dve rožnati in rumeni draperiji. To je tisto, kar je ostalo od angelov, ki sta letela proti kometu in sta zdaj izgubljena; podobna tema se pojavlja v delu Poklon Treh kraljev Jana Gossaerta.

## Kopije in različice
- Še en Poklon Treh kraljev, ki ga pripisujejo Hugu van der Goesu, je v muzeju Ermitaž [3].
- Poklon Treh kraljev, ki ga pripisujejo sledilcem, je v Musée d'art de Saint-Louis[4].
- Poklon Treh kraljev v Metropolitanskem muzeju umetnosti v drugačni sestavi prevzame elemente Oltarja Montforte.[5]
- Drugi primer, ki je zelo blizu slednjega, je v Københavnu, v muzeju Statens za Kunst [6]